# Coupe d'Europe des nations de rugby à XIII 2005
Navigation
Édition précédente Édition suivante
La Coupe d'Europe des nations de rugby à XIII 2005 est la vingt-septième édition de la Coupe d'Europe des nations de rugby à XIII, elle se déroule du 29 avril 2005 au 5 novembre 2005, et oppose huit nations européennes. L'Angleterre ne prend pas part à cette édition et dispute le Tri-Nations.
La France remporte son septième titre européen après l'édition 1939, 1949, 1951, 1952, 1977 et 1981.

## Les équipes

### France
Le sélectionneur est John Monie.
| Nom                    | Âge | Matchs (Pts marqués) pendant l'édition | Club                      |
| ---------------------- | --- | -------------------------------------- | ------------------------- |
| David Berthezène       | 24  | 2 (0)                                  | Saint-Estève XIII Catalan |
| Jean-Christophe Borlin | 28  | 1 (0)                                  | Saint-Gaudens             |
| Thomas Bosc            | 22  | 1 (0)                                  | Saint-Estève XIII Catalan |
| Laurent Carrasco       | 29  | 3 (0)                                  | Villeneuve-sur-Lot        |
| Olivier Charles        | 26  | 3 (16)                                 | Villeneuve-sur-Lot        |
| Aurélien Cologni       | 27  | 1 (0)                                  | Saint-Estève XIII Catalan |
| Damien Couturier       | 24  | 1 (4)                                  | Toulouse                  |
| Jamal Fakir            | 23  | 2 (0)                                  | Saint-Estève XIII Catalan |
| Adel Fellous           | 27  | 2 (0)                                  | Saint-Estève XIII Catalan |
| David Ferriol          | 26  | 2 (8)                                  | Limoux                    |
| Laurent Frayssinous    | 28  | 2 (26)                                 | Saint-Estève XIII Catalan |
| Cédric Gay             | 23  | 2 (0)                                  | Toulouse                  |
| Maxime Grésèque        | 24  | 3 (48)                                 | Pia                       |
| Renaud Guigue          | 26  | 2 (4)                                  | Saint-Estève XIII Catalan |
| Jérôme Guisset         | 27  | 2 (8)                                  | Saint-Estève XIII Catalan |
| Jérôme Hermet          | 24  | 3 (8)                                  | Villeneuve-sur-Lot        |
| Adam Innes             | 24  | 2 (4)                                  | Saint-Gaudens             |
| Christophe Moly        | 23  | 3 (4)                                  | Carcassonne               |
| Grégory Mounis         | 20  | 3 (8)                                  | Saint-Estève XIII Catalan |
| Sébastien Raguin       | 25  | 3 (4)                                  | Toulouse                  |
| Julien Rinaldi (c)     | 26  | 3 (8)                                  | Saint-Estève XIII Catalan |
| Teddy Sadaoui          | 22  | 2 (12)                                 | Saint-Estève XIII Catalan |
| Frédéric Zitter        | 25  | 3 (16)                                 | Barrow                    |

## Classement

### Groupe 1
| Classement |                |   |   |   |   |    |    |     |
|            | Équipe         | J | V | N | D | PP | PC | Pts |
| 1          | Pays de Galles | 2 | 2 | 0 | 0 | 53 | 22 | 4   |
| 2          | Irlande        | 2 | 1 | 0 | 1 | 20 | 37 | 3   |
| 3          | Écosse         | 2 | 0 | 0 | 2 | 20 | 34 | 0   |

| 16 octobre 2005 | Pays de Galles | 22 - 14 | Écosse         | Brewery Field, Bridgend   |
| 23 octobre 2005 | Écosse         | 6 - 12  | Irlande        | Glasgow Hawks , Glasgow   |
| 29 octobre 2005 | Irlande        | 8 - 31  | Pays de Galles | Terenure College , Dublin |

### Groupe 2
| Classement |         |   |   |   |   |     |    |     |
|            | Équipe  | J | V | N | D | PP  | PC | Pts |
| 1          | France  | 2 | 2 | 0 | 0 | 140 | 0  | 4   |
| 2          | Russie  | 2 | 1 | 0 | 1 | 48  | 94 | 2   |
| 3          | Géorgie | 2 | 0 | 0 | 2 | 14  | 88 | 0   |

| 15 octobre 2005 | France  | 80 - 0  | Russie  | , Arles                |
| 23 octobre 2005 | Russie  | 48 - 14 | Géorgie | Stade Loujniki, Moscou |
| 30 octobre 2005 | Géorgie | 0 - 60  | France  | Vake Stadium, Tbilissi |

## Finale
(mt : 26 - 6)
Points marqués :
- France : 7 essais de Zitter (2e et 17e), Rinaldi (20e), Sadaoui (33e), Guisset (38e et 65e) et Charles (76e) ; 5 transformations de Frayssinous (17e, 20e, 38e, 65e et 77e).
- Pays de Galles : 3 essais d'Hughes (28e), James (42e) et Briers (47e) ; 2 transformations de Briers (28e et 47e) ; 1 carton jaune de Dean (16e).

Évolution du score : 4-0, 10-0, 16-0, 16-6, 20-6, 26-6 (mi-temps), 26-10, 26-16, 32-16, 38-16.
Arbitre :  Glen Black (Nouvelle-Zélande)
Spectateurs : 4 000
Compositions des équipes
- France : Renaud Guigue - Frédéric Zitter, Teddy Sadaoui, Jérôme Hermet, Olivier Charles - Laurent Frayssinous (o), Julien Rinaldi (m)(c) - David Ferriol, David Berthezène, Jérôme Guisset, Grégory Mounis, Jamal Fakir, Christophe Moly - Laurent Carrasco, Maxime Grésèque, Adel Fellous, Sébastien Raguin - Entraîneur  : John Monie.
- Pays de Galles : Damian Gibson - Bryn Powell, Aled James, Adam Hughes, Richard Johnson - Lee Briers (o)(c), Mark Lennon (m) - David Mills, Ian Watson, Gareth Dean, Anthony Blackwood, Jordan James, Philip Joseph - Paul Morgan, Lenny Woodard, Byron Smith, Gareth Price - Entraîneur : Martin Hall.

Après deux larges victoires en phase de poule 80-0 contre la Russie et 60-0 contre la Géorgie, la France accueille le pays de Galles en son stade Albert-Domec de Carcassonne le samedi 5 novembre 2005. La dernière victoire française contre le pays de Galles remonte à 1981 sur le score de 23-5. La rencontre est retransmise en direct sur la chaîne Sport+.
Devant une assistance d'environ 4 000 spectateurs, La France inscrit trois essais très rapidement dans cette rencontre par Frédéric Zitter (2e minute sur une libération de balle de David Ferriol et 17e minute sur un service de Teddy Sadaoui) et Julien Rinaldi (20e minute sur une course de 60 mètres effectuée aux côtés de Grégory Mounis, Christophe Moly et Laurent Frayssinous) ne laissant pas les Gallois entrer dans le match. Ces derniers subissent par ailleurs l'exclusion temporaire de dix minutes de leur pilier Gareth Dean à la 16e minute pour anti-jeu,. Après une réduction du score par Adam Hughes à la 28e minute, la France mène à la pause 26-6 grâce à deux nouveaux essais de Teddy Sadaoui et Jérôme Guisset.
Au retour des vestiaires, le pays de Galles inscrivent deux essais, par Aled James et Lee Briers, et reviennent au score à 26-16 et reprennent espoir de recoller à la France, mais un essai de Guisset met un terme à leurs espoirs à 15 minutes de la fin de rencontre avant qu'un ultime essai français d'Olivier Charles conclut la rencontre sur le score de 36-16,. Cette rencontre est marquée par un intense engagement physique.
La France s'impose sur le score de 38-16 et succède à l'Angleterre au palmarès.